# Гусева, Анна Игоревна
Анна Игоревна Гусева (род. 27 июня 1986 года, г. Харьков) — российский режиссёр театра и кино, художественный руководитель труппы musicAeterna Dance.

## Биография
Родилась 27 июня 1986 года в Харькове.

### Образование
В 1993—2003 годах училась на актёрском отделении Лицея искусств в Харькове, дальнейшее образование получала в Государственной академии курирующих кадров культуры и искусств (г. Киев) по специальности «режиссёр шоу-программ и массовых мероприятий», в «Российском институте театрального искусства — ГИТИС» по специальности «актёр драматического театра и кино», на Высших курсах сценаристов и режиссеров по специальности «кинорежиссура», в Британской высшей школе дизайна.

### Театр и кино
В 2005—2009 годах играла в антрепризном «Русском реалистическом театре» в постановках по произведениям Достоевского, Чехова и Островского.
В 2006—2012 годах снималась в различных кино- и телевизионных проектах: «Универ», «Под прикрытием», «Любовь в большом городе 2», «Глухарь. Возвращение» и др..

### Художественная деятельность
В 2012 году Анна изменила направление творческой деятельности, начала художественную деятельность. Ее первые работы были представлены на V Московской биеннале современного искусства в Art.ru Gallery. После этого она получила приглашение участвовать в арт-коктейле в Национальном выставочном центре в Брюгге (Бельгия). В 2015 году состоялась персональная выставка «The Goose/The Гусь» в московской галерее Zeppelin. Также Анна участвовала в выставках в Москве, Париже, Дюссельдорфе, на Ибице и др.; сотрудничала с нью-йоркской галереей Allouche Gallery.
Параллельно осваивала новые направления работы с визуальным контентом в роли стилиста, арт-директора, художника по костюмам..
В качестве художника по костюмам работала над экранизацией романа Виктора Пелевина Empire V (2018, режиссер Виктор Гинзбург); антрепризой «Подменённые» по мотивам пьесы Шекспира «Укрощение строптивой» (2019, режиссер Илья Мотов); антрепризой «Кот Шрёдингера» (2019, режиссер Вячеслав Гугиев, в ролях Евгений Сидихин, Елена Проклова и др.)
Этот опыт стал основой для начала работы креативным директором и режиссером перформанса и театра. По словам Гусевой, ей «хотелось снимать движение, высказываться через пластику».
В 2020 году сняла постпандемийную зарисовку о тревоге, страхах и рефлексии — видеоарт «Меня волнует» (What bothers me) с хореографом Владимиром Варнавой в главной роли. Проект победил в номинации Visual Art на российском Unknown Film Festival 2021.
В 2021 году эксклюзивно для PAP Magazine (Милан, Италия) сняла видеофильм Not Alice — fashion-историю по мотивам «Алисы в стране чудес». Фильм вошел в шорт-лист фестивалей Film in Focus и SHORT to the Point в Бухаресте, Short Shot Fest в Москве и получил диплом фестиваля International Music Video Awards в Будапеште.
В том же году по приглашению куратора Дома Радио Кристины Галько создала видеоарт для ольфакторного арт-объекта Sebastian im Traum, который известный дирижер и композитор Теодор Курентзис придумал по мотивам стихотворения Георга Тракля, культового австрийского поэта начала XX века, чьи усложненные образы оказали влияние на всю немецкоязычную поэзию. Успех проекта положил начало совместной творческой деятельности с Курентзисом. После этого Анна переехала в Санкт-Петербург и стала резидентом Дома радио.
Сотрудничая с Домом Радио, поставила перформансы Love Will Tear Us Apart, «Страдание на всех языках звучит одинаково», пластический спектакль Youkali в рамках спецпроекта «Посвящение Курту Вайлю».

### Театральная режиссура
В качестве театрального режиссера Гусева дебютировала в 2022 году с постановкой оперы Карла Орфа «De temporum fine comoedia» («Мистерия на конец времени») на Дягилевском фестивале. Гусевой удалось вписать самое масштабное и сложное произведение Орфа для множества солистов, нескольких драматических актеров, хора и громадного оркестрового состава с участием около тридцати ударных инструментов в индустриальный интерьер завода Шпагина, гармонично задействовав огромные пространства. Во втором акте «Мистерии» танцует хор, а действие оперы сопровождает балетный перформанс. Постановка, в которой участвовала труппа musicAeterna, получила спецприз жюри музыкального театра Российской национальной театральной премии «Золотая маска» и 5 номинаций на премию — «Лучший спектакль в опере», «Лучшая работа дирижера», «Лучшая работа художника», «Лучшая работа художника по костюмам», «Лучшая работа художника по свету».
В августе 2022 года было объявлено о создании хореографического подразделения musicAeterna — musicAeterna Dance. Теодор Курентзис, Анна Гусева и хореограф Анастасия Пешкова стали ее руководителями.
В 2023 году на Дягилевском фестивале состоялась премьера поставленного Гусевой диптиха «Персефона. Симфония псалмов» на музыку Игоря Стравинского, в ней объединены пение и декламация, античный хор и колыбельные песни, пантомима и статуарные мизансцены. Постановка была выдвинута на Национальную театральную премию «Золотая маска» в пяти (номинациях «Современный танец/спектакль», «Балет-современный танец/работа балетмейстера-хореографа», «Балет-современный танец/женская роль», «Работа художника в музыкальном театре», «Работа художника по свету в музыкальном театре»).
В декабре 2023 года в зале «Зарядье» состоялась премьера танцевального спектакля Okho — физической драмы для девяти танцовщиков musicAeterna Dance и шести перкуссионистов ансамбля Moscow Percussion Ensemble. В ее основе — мифы, так или иначе трактующие тему превращения Хаоса в Космос (Порядок).
Особенность творчества Гусевой как режиссера — преобразование классических произведений в грандиозные перформансы, она опирается на междисциплинарный подход. В труппе musicAeterna работа танцовщиков с музыкантами оркестра и хором воссоздает древнегреческое триединство «мусических искусств»: поэзии, танца и музыкиИсточник вдохновения — принципы театра абсурда, «тотального театра» Питера Брука и Ежи Гротовского, «театра танца» Пины Бауш, японского танца Буто, flying-low, countertechnique.
В интервью «Ведомостям» в июле 2023 года Гусева заявила, что ее выбор как режиссера падает на необычные, редко исполняемые произведения. Профессиональная мечта Гусевой — поставить нойз-оперу на музыку современных композиторов с индустриальными звуками, напоминающую «Симфонию гудков» Арсения Авраамова и творчество экспериментальной немецкой группы Einsturzende Neubauten.
Газета «Ведомости» назвала в 2023 году Гусеву в числе «самых необычных современных режиссеров России, ломающих жанровые и стилистические перегородки».

## Награды
- 2023. Диптих «Персефона. Симфония псалмов» на музыку Стравинского (Дягилевский фестиваль-2023) — пять номинаций на Российскую национальную театральную премию «Золотая маска»[16].
- 2022. Опера Карла Орфа De temporum fine comoedia (Дягилевский фестиваль, 2022) — спецприз жюри музыкального театра Российской национальной театральной премии «Золотая маска», пять номинаций на Российскую национальную театральную премию «Золотая маска»[12].
- 2021. Режиссерская работа What Bothers Me (2021 год) — первое место в номинации Visual Art на российском Unknown Film Festival 2021; шорт-лист фестиваля Berlin Commercial.[8]
- 2021. Видеофильм Not Alice — шорт-лист фестивалей Film in Focus и SHORT to the Point в Бухаресте, Short Shot Fest в Москве. Диплом в категории Experimental Music Video фестиваля International Music Video Awards в Будапеште.[8]
- 2015. Первое место на конкурсе молодых художников в public art проекте Artmosphera[20].